# Emiliano Mondonico
Emiliano Mondonico, né le 9 mars 1947 à Rivolta d'Adda dans la province de Crémone en Lombardie et mort le 29 mars 2018 à Milan, est un entraîneur italien de football.

## Biographie
Né à Rivolta d'Adda en 1947, sa famille avait un restaurant au bord de la rivière Adda. Emiliano Mondonico commence à aimer le football depuis l'enfance et grandit dans l'équipe amateurs Rivoltana ; en 1966, il est engagé par la Cremonese. En 1968-1969, il fait ses débuts en Série A avec le Torino. Il arrête sa carrière après son retour à la Cremonese, avec qui il a joué sept années entre la Série B et la Série C.
Il commence sa carrière d'entraîneur en 1979 qu'il poursuit jusqu'en 2011, quand il devient polémiste à La Domenica Sportiva. Il meurt  d'un cancer de l'estomac le 29 mars 2018 à Milan.

## Carrière de joueur
- 1966 - 1968 :  US Cremonese
- 1968 - 1970 :  Torino FC
- 1970 - 1971 :  Monza
- 1971 - 1972 :  Atalanta Bergame
- 1972 - 1979 :  US Cremonese

## Carrière d'entraîneur
- 1981 - 1986 :  US Cremonese
- 1986 - 1987 :  Calcio Côme
- 1987 - 1990 :  Atalanta Bergame
- 1990 - 1994 :  Torino FC
- 1994 - 1998 :  Atalanta Bergame
- 1998 - 2000 :  Torino FC
- nov. 2000 - 2001 :  SSC Naples
- 2001 - 2003 :  Cosenza
- 2004 - oct. 2004 :  AC Fiorentina
- 2006 - 2007 :  UC Albinoleffe
- 2007 - 2008 :  US Cremonese
- déc. 2008 - mars 2009 :  US Cremonese
- 2009 - jan. 2011 :  UC Albinoleffe
- 2012 :  Novare Calcio

## Palmarès
- Coupe d'Italie 1992-1993 avec Torino,
- Coupe Mitropa Cup 1991 avec Torino,
- 5 promotions,
- finaliste Coupe UEFA 1991-1992 avec Torino,
- finaliste Coupe d'Italie 1995-1996 avec Atalanta Bergame,